# Бермуда (лек крайцер, 1941)
Бермуда (на английски: HMS Bermuda (52), от на английски: Bermuda – Бермудски острови) е лек крайцер на Британския Кралски флот, от времето на Втората световна война. Един от крайцерите на крайцерите тип „Фиджи“ (Колъни или Краун Колъни – 1-ва серия първа серия).
Поръчан на 4 септември 1939 г. и заложен от корабостроителницата John Brown & Company в Клайдърбанк на 30 ноември 1939 г. Крайцерът е спуснат на вода на 11 септември 1941 г., ставайки осмият кораб с това име в британския флот. Влиза в строй на 29 юни 1942 г.

## История на службата
След влизането в строй и провеждането на изпитанията, крайцерът, на 28 август 1942 г., преминава в Скапа Флоу на Оркнейските острови, влизайки в състава на Home Fleet. През целия септември корабът е на изпитания и тренировки и през октомври е назначен в състава на силите провеждащи Марокано-алжирската операция – десанта на съюзните войски в Северна Африка. На 26 октомври крайцера съвместно с линкорите HMS Duke of York, HMS Nelson, линейният крайцер HMS Renown, самолетоносачите HMS Victorious и HMS Formidable и крайцера HMS Argonaut в съпровождение на 11 разрушителя се насочва за Гибралтар, където пристига на 3 ноември, присъединявайки се към Съединение H.

### Операция Thorch
На 6 ноември корабите отплават от Гибралтар. „Бермуда“ заедно с крайцера HMS Sheffield влиза в състава на силите на Източното съединение, прикриващо десанта в Алжир. На 8 ноември крайцерите осъществява далечното прикритие на корабите проивеждащи десанта, предотвратявайки всяко вмешателство на италиански и вишистки кораби. Корабите са подложени на торпедо-бомбардировъчна атака от немски самолети He-111 до Алжир. От 34 атакуващи самолета крайцерите записват една победа и още един самолет е повреден. На 10 ноември крайцерите ескортират войсковия конвой от 3 транспорта, за десанта в Беджая. На 14 ноември крайцера става флагман на Съединение „Q“, предназначено за атака на вражеските съдове за снабдяване.
През ноември – декември крайцерът е изваден от състава на Съединение „H“ и е изпратен за Скапа Флоу, където се връща на 4 декември, действайки при северозападните подходи.

### В северните води
На 31 декември излиза заедно с линкорите HMS King George V и HMS Howe за далечното прикритие на обратния конвой от СССР RA51, след като конвоя JW51B е атакуван от немските кораби.
На 20 януари съвместно с крайцерите HMS Glasgow и HMS Kent в състава на крайцерските сили излиза за прикритието на Северните конвои: JW52 (отделя се на 27 януари) и обратния RA52 (присъединява се на 29 януари). На 9 февруари крайцерът се връща в Скапа Флоу.
На 29 март „Бермуда“ съвместно с канадския разрушител HMCS Athabaskan излиза на патрулиране по линията Фарьорски острови – Исландия, след сообщенията, че немските линкори Tirpitz, Scharnhorst и Lutzow са излезли в морето. На 2 април корабите се връщат в Скапа Флоу без да открият вражеските кораби.
През май съвместно с крайцера HMS Scylla съпровожда лайнера Queen Mary плаващ за Канада с премиера на борда за срещата на последния с президента Рузвелт.
На 27 май „Бермуда“ ескортира линкорите HMS Anson и HMS Valiant от Скапа Флоу за Розайт.
На 31 май съвместно с крайцера HMS Cumberland, разрушителите HMS Athabaskan и HMS Eclipse прикриват самолетоносача HMS Furious, и крайцера HMS Scylla в съпровождение от разрушителите HMS Echo и HMS Middleton в операцията по снабдяването на гарнизона на Шпицберген (Operation Gearbox). Лошото време кара корабите да се укрият в Акюрейри откъдето те отплават на 7 юни, пристигайки на острова на 10 юни. По време на престоя им на острова самолетите на крайцера се използват за патрулиране на прилежащите области. На 14 юни корабите се връщат в Скапа Флоу.

### Действия в Бискайския залив
На 30 юни крайцерът е преведен в Плимът, за да прикрива в противолодъчните операции в Бискайския залив и действията на групата за поддръжка B2, действайки съвместно с крайцера HMS Glasgow (Операции Musketry и Seaslug).
През август крайцерът прикрива в противолодъчните операции в Бискайския залив действията на 40-та ескортна група и група за поддръжка B5 (Operation Percussion). Едновременно тези действия подсигуряват прехода на конвоите OS-54 и SL-134. В хода на тази операция немците за първи път използват управляемите противокорабни ракети Henschel Hs 293.

### Завръщане в Арктика
През септември крайцерът влиза за ремонт в Девънпорт, в хода на който е усилена артилерията на малкия калибър. На 25 октомври, след завършване на изпитанията, крайцера се връща в Скапа Флоу.
На 19 ноември крайцерът съставя крайцерското прикритие съвместно с крайцерите HMS Jamaica и HMS Kent за прехода на конвоите JW54A и JW54B, а по-късно и за обратния конвой RA54B, връщайки се на 3 декември в Скапа Флоу.
От 11 до 22 декември крайцерът, в корабостроителницата в Клайд, има ремонт за повредите, получени от Арктическото време.
На 27 януари 1944 г. „Бермуда“ съвместно с крайцерите HMS Berwick и HMS Kent излиза в състава на крайцерското съпровождение на конвоите JW56A и JW56B, а по-късно и на обратния конвой RA56, от който се отделя на 7 февруари за прикритие на самолетоносача HMS Furious, предполагащ се за действия при бреговете на Норвегия по нарушаване на съдоходството, но операцията е отменена.
На 31 март крайцера отново влиза за ремонт в Тайн, в хода на който от кораба е свалено авиационното оборудване и отново са добавени 20 mm автомати Ерликон. Самият ремонт продължава до началото на май.
На 19 май крайцерът участва в ученията на Home Fleet във връзка с предстоящия десант в Нормандия (Operation Neptune). Обаче крайцерът остава в Скапа Флоу, за да, при необходимост, вземе участие в действията или в Ла Манш, или при северозападните подходи и така не взема пряко участие в десанта.

### Ремонт и Тихоокеанския флот
На 30 юни „Бермуда“, предназначен за последваща служба в Британския Тихоокеански флот пристига в Клайд за преоборудване в гражданска корабостроителница. В хода на ремонта, продължил до март 1945 г., на кораба са заменени радарите: за управление на артилерийския огън Type 284 със сантиметров Type 274, за въздушно наблюдение 281B с Type 281, поставени са радари за надводно наблюдение Type 277 и Type 293. На 9 март работите са завършени и крайцера провежда ходови изпитания.
През целия април корабът се намира в Скапа Флоу готвейки се служба в тихоокеанските води. Едва на 3 май той отплава за Средиземно море, На 6 юни предприема преход за Далечния изток през Цейлон и на 7 юли заедно с крайцера HMS Belfast се присъединява в Сидни към Тихоокеанския флот.
На 15 август „Бермуда“ е назначен за служба в състава на TU 111.3 със самолетоносача HMS Colossus, крайцерите HMS Argonaut и HMS Belfast и разрушителите HMS Tumult, HMS Tuscan, HMS Tyrian и HMS Quiberon. По това време войната е завършила. „Бермуда“ се присъединява към корабите на своето съединение във военноморската база на САЩ на Лейт преди да предприеме преход за Формоза, където на 9 септември е приета формално капитулацията на японските войски.

## Коментари
1. ↑  Всички данни се привеждат към момента на влизане в строй.